# Neuvième circonscription du Rhône
La neuvième circonscription du Rhône est l'une des 14 circonscriptions législatives françaises que compte le département du Rhône situé au nord de la région Auvergne-Rhône-Alpes.

## Description géographique et démographique

### De 1958 à 1986
Le département avait dix circonscriptions. En 1973, trois nouvelles ont été ajoutées.
La neuvième circonscription du Rhône était composée de :
- canton d'Amplepuis
- canton de Lamure-sur-Azergues
- canton du Bois-d'Oingt
- canton de Saint-Laurent-de-Chamousset
- canton de Tarare
- canton de Thizy

Source : Journal Officiel du 14-15 Octobre 1958.

### Depuis 1988
La neuvième circonscription du Rhône est délimitée par le découpage électoral de la loi no 86-1197 du 24 novembre 1986, elle regroupe les divisions administratives suivantes : 
- Canton d'Anse
- Canton de Beaujeu
- Canton de Belleville
- Canton de Monsols
- Canton de Villefranche-sur-Saône.
- Canton de Gleizé (décret du 28 février 2000)

D'après le recensement général de la population en 1999, réalisé par l'Institut national de la statistique et des études économiques (Insee), la population totale de cette circonscription est estimée à 112 142 habitants,.

## Historique des députations depuis 1958
| Législature | Début de mandat  | Fin de mandat   | Député | Député            | Parti | Observations |
| ----------- | ---------------- | --------------- | --- | ----------------- | --- | --- |
| Ire         | 9 décembre 1958  | 9 octobre 1962  | | Louis Bréchard    | CNIP | Mandat écourté à la suite d'une dissolution parlementaire décidée par Charles de Gaulle.                                                                       |
| IIème       | 6 décembre 1962  | 2 avril 1967    | Charles Germain | CNIP              | | |
| IIIème      | 3 avril 1967     | 30 mai 1968     | | Joseph Rosselli   | PR | Mandat écourté à la suite d'une dissolution parlementaire décidée par Charles de Gaulle.                                                                       |
| IVème       | 11 juillet 1968  | 1er avril 1973  | | Gérard Ducray     | FNRI | |
| Vème        | 2 avril 1973     | 8 juin 1974     | Nommé au gouvernement en tant que secrétaire d'État au Tourisme le 8 juin 1974, il est remplacé par son suppléant Serge Mathieu qui démissionne le 13 octobre 1976. Le socialiste André Poutissou leur succède à la suite de l'organisation d'une élection partielle. | Gérard Ducray     | FNRI | |
| Vème        | 8 juin 1974      | 13 octobre 1976 | Nommé au gouvernement en tant que secrétaire d'État au Tourisme le 8 juin 1974, il est remplacé par son suppléant Serge Mathieu qui démissionne le 13 octobre 1976. Le socialiste André Poutissou leur succède à la suite de l'organisation d'une élection partielle. | Serge Mathieu     | FNRI | |
| Vème        | 21 novembre 1976 | 2 avril 1978    | Nommé au gouvernement en tant que secrétaire d'État au Tourisme le 8 juin 1974, il est remplacé par son suppléant Serge Mathieu qui démissionne le 13 octobre 1976. Le socialiste André Poutissou leur succède à la suite de l'organisation d'une élection partielle. |                   | André Poutissou | PS |
| VIème       | 3 avril 1978     | 22 mai 1981     | | Francisque Perrut | UDF | Mandat écourté à la suite d'une dissolution parlementaire décidée par François Mitterrand.                                                                     |
| VIIème      | 2 juillet 1981   | 1er avril 1986  | | Francisque Perrut | UDF | |
| VIIIème     | 2 avril 1986     | 14 mai 1988     | | Aucun             | Aucun | Proportionnelle par département, pas de député par circonscription. Mandat écourté à la suite d'une dissolution parlementaire décidée par François Mitterrand. |
| IXème       | 23 juin 1988     | 1er avril 1993  | | Francisque Perrut | UDF | |
| Xème        | 2 avril 1993     | 21 avril 1997   | Mandat écourté à la suite d'une dissolution parlementaire décidée par Jacques Chirac. | Francisque Perrut | UDF | |
| XIème       | 12 juin 1997     | 18 juin 2002    | Bernard Perrut | UDF               | Fils de Francisque Perrut. Également conseiller régional de la Région Rhône-Alpes entre 1992 et 1998, président de la Communauté d'agglomération de Villefranche-sur-Saône de 2003 à 2008 puis maire de Villefranche-sur-Saône entre 2008 et 2017.                                                                           | |
| XIIème      | 19 juin 2002     | 19 juin 2007    | Bernard Perrut |                   | Fils de Francisque Perrut. Également conseiller régional de la Région Rhône-Alpes entre 1992 et 1998, président de la Communauté d'agglomération de Villefranche-sur-Saône de 2003 à 2008 puis maire de Villefranche-sur-Saône entre 2008 et 2017.                                                                           | UMP |
| XIIIème     | 20 juin 2007     | 19 juin 2012    | Bernard Perrut |                   | Fils de Francisque Perrut. Également conseiller régional de la Région Rhône-Alpes entre 1992 et 1998, président de la Communauté d'agglomération de Villefranche-sur-Saône de 2003 à 2008 puis maire de Villefranche-sur-Saône entre 2008 et 2017.                                                                           | UMP |
| XIVème      | 20 juin 2012     | 20 juin 2017    | Bernard Perrut |                   | Fils de Francisque Perrut. Également conseiller régional de la Région Rhône-Alpes entre 1992 et 1998, président de la Communauté d'agglomération de Villefranche-sur-Saône de 2003 à 2008 puis maire de Villefranche-sur-Saône entre 2008 et 2017.                                                                           | UMP |
| XVème       | 21 juin 2017     | 21 juin 2022    | Bernard Perrut | LR                | Fils de Francisque Perrut. Également conseiller régional de la Région Rhône-Alpes entre 1992 et 1998, président de la Communauté d'agglomération de Villefranche-sur-Saône de 2003 à 2008 puis maire de Villefranche-sur-Saône entre 2008 et 2017.                                                                           | |
| XVIème      | 22 juin 2022     | 9 juin 2024     | Alexandre Portier | LR                | Mandat écourté à la suite d'une dissolution parlementaire décidée par Emmanuel Macron. | |
| XVIIème     | 8 juillet 2024   | 22 octobre 2024 | Alexandre Portier | LR                | Nommé Ministre délégué chargé de la Réussite scolaire et de l'Enseignement professionnel au sein du gouvernement Barnier, il est remplacé par sa suppléante Pascale Bay, maire de Chazay-d'Azergues. Il redevient député à la suite de l'adoption de la motion de censure qui entraîne la démission du gouvernement Barnier. | |
| XVIIème     | 22 octobre 2024  | 23 janvier 2025 | Pascale Bay | LR                | Nommé Ministre délégué chargé de la Réussite scolaire et de l'Enseignement professionnel au sein du gouvernement Barnier, il est remplacé par sa suppléante Pascale Bay, maire de Chazay-d'Azergues. Il redevient député à la suite de l'adoption de la motion de censure qui entraîne la démission du gouvernement Barnier. | |
| XVIIème     | 23 janvier 2025  | En cours        | Alexandre Portier | LR                | Nommé Ministre délégué chargé de la Réussite scolaire et de l'Enseignement professionnel au sein du gouvernement Barnier, il est remplacé par sa suppléante Pascale Bay, maire de Chazay-d'Azergues. Il redevient député à la suite de l'adoption de la motion de censure qui entraîne la démission du gouvernement Barnier. | |

## Historique des élections

### Élections de 1958
| Candidat       | Candidat           | Parti          | Premier tour | Premier tour | Second tour | Second tour |  |
| Candidat       | Candidat           | Parti          | Voix         | %            | Voix        | %           |  |
| -------------- | ------------------ | -------------- | ------------ | ------------ | ----------- | ----------- |  |
|                | Joseph Rivière élu | Modérés        | 13 600       | 41,12        | 15 414      | 47,16       |  |
|                | Jean Villard       | MRP            | 11 966       | 36,18        | 14 091      | 43,11       |  |
|                | Jules Chauran      | PCF            | 3 603        | 10,89        | 3 179       | 9,73        |  |
|                | Roger Fichet       | UFF            | 2 039        | 6,16         | Retrait     | Retrait     |  |
|                | Jean Piat          | Extrême droite | 1 866        | 5,64         | Retrait     | Retrait     |  |
|                |                    |                |              |              |             |             |  |
| Inscrits       | Inscrits           | Inscrits       | 44 485       | 100,00       | 44 482      | 100,00      |  |
| Abstentions    | Abstentions        | Abstentions    | 10 271       | 23,09        | 10 977      | 24,68       |  |
| Votants        | Votants            | Votants        | 34 214       | 76,91        | 33 505      | 75,32       |  |
| Blancs et nuls | Blancs et nuls     | Blancs et nuls | 1 140        | 3,33         | 821         | 2,45        |  |
| Exprimés       | Exprimés           | Exprimés       | 33 074       | 96,67        | 32 684      | 97,55       |  |

Le suppléant de Joseph Rivière était Gabriel Fougerouse, conseiller général, maire de Saint-Laurent-de-Chamousset.

### Élections de 1962
|                | Joseph Rivière sortant réélu | MRP            | 18 281 | 63,34  |  |  |  |
|                | Paul Girard                  | CNIP           | 4 166  | 14,43  |  |  |  |
|                | Jules Chauran                | PCF            | 3 143  | 10,89  |  |  |  |
|                | Roger Chevalier              | PSU            | 1 787  | 6,19   |  |  |  |
|                | Georges Gavarri              | Radsoc         | 1 485  | 5,15   |  |  |  |
|                |                              |                |        |        |  |  |  |
| Inscrits       | Inscrits                     | Inscrits       | 43 446 | 100,00 |  |  |  |
| Abstentions    | Abstentions                  | Abstentions    | 13 603 | 31,31  |  |  |  |
| Votants        | Votants                      | Votants        | 29 843 | 68,69  |  |  |  |
| Blancs et nuls | Blancs et nuls               | Blancs et nuls | 981    | 3,29   |  |  |  |
| Exprimés       | Exprimés                     | Exprimés       | 28 862 | 96,71  |  |  |  |

Le suppléant de Joseph Rivière était Gabriel Fougerouse.

### Élections de 1967
| Candidat       | Candidat               | Parti          | Premier tour | Premier tour | Second tour | Second tour |  |
| Candidat       | Candidat               | Parti          | Voix         | %            | Voix        | %           |  |
| -------------- | ---------------------- | -------------- | ------------ | ------------ | ----------- | ----------- |  |
|                | Joseph Rivière sortant | UD-Ve          | 13 667       | 39,91        | 14 278      | 41,49       |  |
|                | Georges Vinson élu     | FGDS (CIR)     | 8 326        | 24,31        | 14 636      | 42,53       |  |
|                | Georges Goutagneux     | CD (PDM)       | 8 173        | 23,86        | 5 496       | 15,97       |  |
|                | Roger Montadert        | PCF            | 4 082        | 11,92        |             |             |  |
|                |                        |                |              |              |             |             |  |
| Inscrits       | Inscrits               | Inscrits       | 43 144       | 100,00       | 43 134      | 100,00      |  |
| Abstentions    | Abstentions            | Abstentions    | 7 928        | 18,38        | 8 195       | 19          |  |
| Votants        | Votants                | Votants        | 35 216       | 81,62        | 34 939      | 81          |  |
| Blancs et nuls | Blancs et nuls         | Blancs et nuls | 968          | 2,75         | 529         | 1,51        |  |
| Exprimés       | Exprimés               | Exprimés       | 34 248       | 97,25        | 34 410      | 98,49       |  |

Le suppléant de Georges Vinson était André Dépierre.

### Élections de 1968
| Candidat       | Candidat               | Parti          | Premier tour | Premier tour | Second tour | Second tour |  |
| Candidat       | Candidat               | Parti          | Voix         | %            | Voix        | %           |  |
| -------------- | ---------------------- | -------------- | ------------ | ------------ | ----------- | ----------- |  |
|                | Joseph Rivière élu     | UDR (URP)      | 15 076       | 43,41        | 17 613      | 51,59       |  |
|                | Georges Vinson sortant | FGDS (CIR)     | 11 839       | 34,09        | 16 529      | 48,41       |  |
|                | Henri Vignon           | CD (PDM)       | 5 380        | 15,49        | Retrait     | Retrait     |  |
|                | Roger Montadert        | PCF            | 1 921        | 5,53         |             |             |  |
|                | Michel Ailloud         | PSU            | 513          | 1,48         |             |             |  |
|                |                        |                |              |              |             |             |  |
| Inscrits       | Inscrits               | Inscrits       | 42 605       | 100,00       | 42 603      | 100,00      |  |
| Abstentions    | Abstentions            | Abstentions    | 7 455        | 17,5         | 7 707       | 18,09       |  |
| Votants        | Votants                | Votants        | 35 150       | 82,5         | 34 896      | 81,91       |  |
| Blancs et nuls | Blancs et nuls         | Blancs et nuls | 421          | 1,2          | 754         | 2,16        |  |
| Exprimés       | Exprimés               | Exprimés       | 34 729       | 98,8         | 34 142      | 97,84       |  |

Le suppléant de Joseph Rivière était Maurice Berthomier, comptable à Tarare.

### Élections de 1973
| Candidat       | Candidat         | Parti          | Premier tour | Premier tour | Second tour | Second tour |  |
| Candidat       | Candidat         | Parti          | Voix         | %            | Voix        | %           |  |
| -------------- | ---------------- | -------------- | ------------ | ------------ | ----------- | ----------- |  |
|                | Alain Mayoud élu | RI (URP)       | 12 999       | 38,21        | 18 706      | 53,9        |  |
|                | Georges Vinson   | PS (UGSD)      | 12 347       | 36,29        | 15 996      | 46,1        |  |
|                | Camille Georges  | CD (MR)        | 5 404        | 15,89        | Retrait     | Retrait     |  |
|                | Henri Laval      | PCF            | 3 269        | 9,61         |             |             |  |
|                |                  |                |              |              |             |             |  |
| Inscrits       | Inscrits         | Inscrits       | 42 607       | 100,00       | 42 600      | 100,00      |  |
| Abstentions    | Abstentions      | Abstentions    | 7 817        | 18,35        | 7 144       | 16,77       |  |
| Votants        | Votants          | Votants        | 34 790       | 81,65        | 35 456      | 83,23       |  |
| Blancs et nuls | Blancs et nuls   | Blancs et nuls | 771          | 2,22         | 754         | 2,13        |  |
| Exprimés       | Exprimés         | Exprimés       | 34 019       | 97,78        | 34 702      | 97,87       |  |

Le suppléant d'Alain Mayoud était Louis-Jean Perret, docteur vétérinaire à Thizy.

### Élections de 1978
|                | Alain Mayoud sortant réélu | UDF (PR)          | 22 952 | 60,35  |  |  |  |
|                | J.M. Dupuis                | PS                | 7 642  | 20,09  |  |  |  |
|                | Henri Papot                | PCF               | 4 973  | 13,08  |  |  |  |
|                | M. Gervais                 | Divers écologiste | 1 784  | 4,69   |  |  |  |
|                | Bernard Nepveu             | LO                | 682    | 1,79   |  |  |  |
|                |                            |                   |        |        |  |  |  |
| Inscrits       | Inscrits                   | Inscrits          | 46 631 | 100,00 |  |  |  |
| Abstentions    | Abstentions                | Abstentions       | 7 856  | 16,85  |  |  |  |
| Votants        | Votants                    | Votants           | 38 775 | 83,15  |  |  |  |
| Blancs et nuls | Blancs et nuls             | Blancs et nuls    | 742    | 1,91   |  |  |  |
| Exprimés       | Exprimés                   | Exprimés          | 38 033 | 98,09  |  |  |  |

Le suppléant d'Alain Mayoud était Alain Auplat, maire d'Amplepuis.

### Élections de 1981
|                | Alain Mayoud sortant réélu | UDF (PR)       | 19 924 | 57,73  |  |  |  |
|                | Georges Vinson             | MRG            | 5 636  | 16,33  |  |  |  |
|                | Robert Malatray            | PS             | 5 493  | 15,92  |  |  |  |
|                | Henri Papot                | PCF            | 2 233  | 6,47   |  |  |  |
|                | Roger Masson               | MÉP            | 977    | 2,83   |  |  |  |
|                | Didier Guthmann            | LO             | 250    | 0,72   |  |  |  |
|                |                            |                |        |        |  |  |  |
| Inscrits       | Inscrits                   | Inscrits       | 47 154 | 100,00 |  |  |  |
| Abstentions    | Abstentions                | Abstentions    | 12 295 | 26,07  |  |  |  |
| Votants        | Votants                    | Votants        | 34 859 | 73,93  |  |  |  |
| Blancs et nuls | Blancs et nuls             | Blancs et nuls | 346    | 0,99   |  |  |  |
| Exprimés       | Exprimés                   | Exprimés       | 34 513 | 99,01  |  |  |  |

Le suppléant d'Alain Mayoud était Alain Auplat.

### Élections de 1988
| Candidat       | Candidat                        | Parti          | Premier tour | Premier tour | Second tour | Second tour |  |
| Candidat       | Candidat                        | Parti          | Voix         | %            | Voix        | %           |  |
| -------------- | ------------------------------- | -------------- | ------------ | ------------ | ----------- | ----------- |  |
|                | Francisque Perrut sortant réélu | UDF (PR) (URC) | 16 563       | 42,15        | 25 657      | 59,92       |  |
|                | André Poutissou                 | PS             | 12 632       | 32,15        | 17 162      | 40,08       |  |
|                | Georges Pham-Dinh               | FN             | 4 071        | 10,36        |             |             |  |
|                | Jean-Paul Gasquet               | diss. RPR      | 4 051        | 10,31        |             |             |  |
|                | Michel Lebail                   | PCF            | 1 975        | 5,03         |             |             |  |
|                |                                 |                |              |              |             |             |  |
| Inscrits       | Inscrits                        | Inscrits       | 64 746       | 100,00       | 64 741      | 100,00      |  |
| Abstentions    | Abstentions                     | Abstentions    | 24 912       | 38,48        | 21 111      | 32,61       |  |
| Votants        | Votants                         | Votants        | 39 834       | 61,52        | 43 630      | 67,39       |  |
| Blancs et nuls | Blancs et nuls                  | Blancs et nuls | 542          | 1,36         | 811         | 1,86        |  |
| Exprimés       | Exprimés                        | Exprimés       | 39 292       | 98,64        | 42 819      | 98,14       |  |

Le suppléant de Francisque Perrut était Jean-Louis Bellaton, RPR, médecin à Saint-Georges-de-Reneins.

### Élections de 1993
| Candidat       | Candidat                        | Parti          | Premier tour | Premier tour | Second tour | Second tour |  |
| Candidat       | Candidat                        | Parti          | Voix         | %            | Voix        | %           |  |
| -------------- | ------------------------------- | -------------- | ------------ | ------------ | ----------- | ----------- |  |
|                | Francisque Perrut sortant réélu | UDF (PR)       | 12 751       | 29,42        | 23 587      | 63,29       |  |
|                | Jean-Pierre Barbier             | FN             | 8 185        | 18,89        | 13 681      | 36,71       |  |
|                | Jean-Paul Gasquet               | diss. RPR      | 7 133        | 16,46        |             |             |  |
|                | Jean-Louis Bellaton             | Divers droite  | 4 453        | 10,27        |             |             |  |
|                | Roger Masson                    | GÉ (EÉ)        | 3 245        | 7,49         |             |             |  |
|                | Alain Rocher                    | MRG (ADFP)     | 2 782        | 6,42         |             |             |  |
|                | Michel Lebail                   | PCF            | 2 635        | 6,08         |             |             |  |
|                | Michelle Garas                  | LT-LNÉ         | 1 126        | 2,6          |             |             |  |
|                | Didier Guthmann                 | LO             | 727          | 1,68         |             |             |  |
|                | Jean-Marc Brockly               | Divers droite  | 303          | 0,7          |             |             |  |
|                |                                 |                |              |              |             |             |  |
| Inscrits       | Inscrits                        | Inscrits       | 67 301       | 100,00       | 67 048      | 100,00      |  |
| Abstentions    | Abstentions                     | Abstentions    | 21 929       | 32,58        | 24 485      | 36,52       |  |
| Votants        | Votants                         | Votants        | 45 372       | 67,42        | 42 563      | 63,48       |  |
| Blancs et nuls | Blancs et nuls                  | Blancs et nuls | 2 032        | 4,48         | 5 295       | 12,44       |  |
| Exprimés       | Exprimés                        | Exprimés       | 43 340       | 95,52        | 37 268      | 87,56       |  |

Le suppléant de Francisque Perrut était Maurice Maurin, directeur de maison familiale rurale, Premier adjoint au maire de Corcelles.

### Élections de 1997
| Candidat       | Candidat                  | Parti          | Premier tour | Premier tour | Second tour | Second tour |  |
| Candidat       | Candidat                  | Parti          | Voix         | %            | Voix        | %           |  |
| -------------- | ------------------------- | -------------- | ------------ | ------------ | ----------- | ----------- |  |
|                | Bernard Perrut élu        | UDF (PR)       | 11 671       | 26,91        | 26 485      | 65,26       |  |
|                | Jean-Pierre Barbier       | FN             | 11 320       | 26,1         | 14 099      | 34,74       |  |
|                | Christian Vandendriessche | PRS            | 6 984        | 16,1         |             |             |  |
|                | Bernard Fialaire          | diss. UDF      | 5 167        | 11,91        |             |             |  |
|                | Michel Lebail             | PCF            | 2 730        | 6,3          |             |             |  |
|                | Sylvie Goutte             | PE             | 1 696        | 3,91         |             |             |  |
|                | Didier Bérerd             | LDI (MPF)      | 1 323        | 3,05         |             |             |  |
|                | Jacqueline Cornut         | Extrême gauche | 971          | 2,24         |             |             |  |
|                | Jimmy Alavin              | GÉ             | 786          | 1,81         |             |             |  |
|                | Georges Zaragoza          | LO             | 719          | 1,66         |             |             |  |
|                |                           |                |              |              |             |             |  |
| Inscrits       | Inscrits                  | Inscrits       | 68 307       | 100,00       | 68 303      | 100,00      |  |
| Abstentions    | Abstentions               | Abstentions    | 22 810       | 33,39        | 22 151      | 32,43       |  |
| Votants        | Votants                   | Votants        | 45 497       | 66,61        | 46 152      | 67,57       |  |
| Blancs et nuls | Blancs et nuls            | Blancs et nuls | 2 130        | 4,68         | 5 568       | 12,06       |  |
| Exprimés       | Exprimés                  | Exprimés       | 43 367       | 95,32        | 40 584      | 87,94       |  |

La suppléante de Bernard Perrut était Colette Cottet, directrice du service d'aide à domicile du canton de Belleville, maire de Lancié.

### Élections de 2002
| Candidat       | Candidat                     | Parti          | Premier tour | Premier tour | Second tour | Second tour |  |
| Candidat       | Candidat                     | Parti          | Voix         | %            | Voix        | %           |  |
| -------------- | ---------------------------- | -------------- | ------------ | ------------ | ----------- | ----------- |  |
|                | Bernard Perrut sortant réélu | UMP            | 18 381       | 40,51        | 26 315      | 73,2        |  |
|                | Jean-Pierre Barbier          | FN             | 9 982        | 22           | 9 632       | 26,8        |  |
|                | Jean-Pierre Payraud          | PS             | 7 461        | 16,44        |             |             |  |
|                | Bernard Fialaire             | UDF            | 4 412        | 9,72         |             |             |  |
|                | Marguerite Chichereau        | Les Verts      | 1 169        | 2,58         |             |             |  |
|                | Alain Galland                | PCF            | 1 063        | 2,34         |             |             |  |
|                | Bruno Guichard               | Extrême gauche | 541          | 1,19         |             |             |  |
|                | Amicie de Fréminville        | CPNT           | 507          | 1,12         |             |             |  |
|                | Nicole Desplantes            | LO             | 415          | 0,91         |             |             |  |
|                | Pierre-Laurent Giudicelli    | MHAN           | 329          | 0,73         |             |             |  |
|                | Pascal Charret               | RPF            | 328          | 0,72         |             |             |  |
|                | Pierre Relachon              | MNR            | 323          | 0,71         |             |             |  |
|                | Danielle Bournon             | MÉI            | 291          | 0,64         |             |             |  |
|                | Alexandre Shaban             | GÉ             | 137          | 0,3          |             |             |  |
|                | Fabienne Théreau             | Divers         | 32           | 0,07         |             |             |  |
|                |                              |                |              |              |             |             |  |
| Inscrits       | Inscrits                     | Inscrits       | 72 649       | 100,00       | 72 650      | 100,00      |  |
| Abstentions    | Abstentions                  | Abstentions    | 26 574       | 36,58        | 33 891      | 46,65       |  |
| Votants        | Votants                      | Votants        | 46 075       | 63,42        | 38 759      | 53,35       |  |
| Blancs et nuls | Blancs et nuls               | Blancs et nuls | 704          | 1,53         | 2 812       | 7,26        |  |
| Exprimés       | Exprimés                     | Exprimés       | 45 371       | 98,47        | 35 947      | 92,74       |  |

Le suppléant de Bernard Perrut était Frédéric Miguet, docteur vétérinaire, maire de Fleurie.

### Élections de 2007
|                | Bernard Perrut sortant réélu | UMP            | 25 888 | 55,75  |  |  |  |
|                | Jérôme Saddier               | PS             | 7 735  | 16,66  |  |  |  |
|                | Jean-Pierre Barbier          | FN             | 3 875  | 8,34   |  |  |  |
|                | Alexandre Chavanne           | UDF–MoDem      | 3 640  | 7,84   |  |  |  |
|                | Jean-Michel Rival            | Les Verts      | 1 389  | 2,99   |  |  |  |
|                | Danielle Lebail-Coquet       | PCF            | 1 018  | 2,19   |  |  |  |
|                | Nathalie Koller              | LCR            | 891    | 1,92   |  |  |  |
|                | Didier Genetier              | Divers         | 660    | 1,42   |  |  |  |
|                | Pierre Bertin-Hugault        | MPF            | 542    | 1,17   |  |  |  |
|                | Nicole Desplantes            | LO             | 319    | 0,69   |  |  |  |
|                | Alex Lemaitre                | LT-LNÉ         | 242    | 0,52   |  |  |  |
|                | Pierre Relachon              | MNR            | 238    | 0,51   |  |  |  |
|                |                              |                |        |        |  |  |  |
| Inscrits       | Inscrits                     | Inscrits       | 80 672 | 100,00 |  |  |  |
| Abstentions    | Abstentions                  | Abstentions    | 33 632 | 41,69  |  |  |  |
| Votants        | Votants                      | Votants        | 47 040 | 58,31  |  |  |  |
| Blancs et nuls | Blancs et nuls               | Blancs et nuls | 603    | 1,28   |  |  |  |
| Exprimés       | Exprimés                     | Exprimés       | 46 437 | 98,72  |  |  |  |

### Élections de 2012
| Candidat       | Candidat                     | Parti          | Premier tour | Premier tour | Second tour | Second tour |  |
| Candidat       | Candidat                     | Parti          | Voix         | %            | Voix        | %           |  |
| -------------- | ---------------------------- | -------------- | ------------ | ------------ | ----------- | ----------- |  |
|                | Bernard Perrut sortant réélu | UMP            | 18 508       | 37,59        | 27 244      | 61,84       |  |
|                | Vincent Meyer                | EÉLV (PS)      | 12 057       | 24,49        | 16 813      | 38,16       |  |
|                | Julien Rochedy               | RBM (FN)       | 8 714        | 17,70        |             |             |  |
|                | Frédéric Miguet              | Divers droite  | 5 408        | 10,98        |             |             |  |
|                | Danielle Lebail              | FG (PCF)       | 2 543        | 5,17         |             |             |  |
|                | Dominique Vial               | MRC            | 925          | 1,88         |             |             |  |
|                | Caroline Barbier             | AÉI            | 402          | 0,82         |             |             |  |
|                | Stéphane Lévêque             | DLR            | 388          | 0,79         |             |             |  |
|                | Chantal Helly                | LO             | 182          | 0,37         |             |             |  |
|                | Romain Tomczak               | CNIP           | 107          | 0,22         |             |             |  |
|                |                              |                |              |              |             |             |  |
| Inscrits       | Inscrits                     | Inscrits       | 85 945       | 100,00       | 85 947      | 100,00      |  |
| Abstentions    | Abstentions                  | Abstentions    | 36 210       | 42,13        | 40 656      | 47,3        |  |
| Votants        | Votants                      | Votants        | 49 735       | 57,87        | 45 291      | 52,7        |  |
| Blancs et nuls | Blancs et nuls               | Blancs et nuls | 501          | 1,01         | 1 234       | 2,72        |  |
| Exprimés       | Exprimés                     | Exprimés       | 49 234       | 98,99        | 44 057      | 97,28       |  |

### Élections de 2017
|                                                                       |                                                                                         |                           |                           |                          |                          |
|                                                                       |                                                                                         | Premier tour 11 juin 2017 | Premier tour 11 juin 2017 | Second tour 18 juin 2017 | Second tour 18 juin 2017 |
|                                                                       |                                                                                         |                           |                           |                          |                          |
|                                                                       |                                                                                         | Nombre                    | % des inscrits            | Nombre                   | % des inscrits           |
| Inscrits                                                              | Inscrits                                                                                | 91 690                    | 100,00                    | 91 683                   | 100,00                   |
| Abstentions                                                           | Abstentions                                                                             | 46 522                    | 50,74                     | 51 516                   | 56,19                    |
| Votants                                                               | Votants                                                                                 | 45 168                    | 49,26                     | 40 167                   | 43,81                    |
|                                                                       |                                                                                         |                           | % des votants             |                          | % des votants            |
| Bulletins blancs                                                      | Bulletins blancs                                                                        | 441                       | 0,98                      | 2 173                    | 5,41                     |
| Bulletins nuls                                                        | Bulletins nuls                                                                          | 141                       | 0,31                      | 682                      | 1,70                     |
| Suffrages exprimés                                                    | Suffrages exprimés                                                                      | 44 586                    | 98,71                     | 37 312                   | 92,89                    |
|                                                                       |                                                                                         |                           |                           |                          |                          |
| Candidat Étiquette politique (partis et alliances)                    | Candidat Étiquette politique (partis et alliances)                                      | Voix                      | % des exprimés            | Voix                     | % des exprimés           |
|                                                                       |                                                                                         |                           |                           |                          |                          |
|                                                                       | Marion Croizeau La République en marche                                                 | 16 059                    | 36,02                     | 18 283                   | 49,00                    |
|                                                                       | Bernard Perrut (député sortant) Les Républicains (Union des démocrates et indépendants) | 12 978                    | 29,11                     | 19 029                   | 51,00                    |
|                                                                       | Christophe Boudot Front national                                                        | 6 952                     | 15,59                     |                          |                          |
|                                                                       | Teresa Caci La France insoumise                                                         | 3 517                     | 7,89                      |                          |                          |
|                                                                       | Brigitte Ealet Europe Écologie Les Verts                                                | 1 313                     | 2,94                      |                          |                          |
|                                                                       | Katia Buisson Parti radical de gauche (Parti socialiste)                                | 1 174                     | 2,63                      |                          |                          |
|                                                                       | Étienne Allombert Parti communiste français (Front de gauche)                           | 589                       | 1,32                      |                          |                          |
|                                                                       | Jean-Michel Dhimoïla Debout la France                                                   | 518                       | 1,16                      |                          |                          |
|                                                                       | Élisabeth Michaudon Écologiste (Confédération pour l'homme, l'animal et la planète)     | 508                       | 1,14                      |                          |                          |
|                                                                       | Éric Radix Divers droite (Parti chrétien-démocrate)                                     | 311                       | 0,70                      |                          |                          |
|                                                                       | Chantal Helly Lutte ouvrière                                                            | 237                       | 0,53                      |                          |                          |
|                                                                       | Jamilla Farah Divers (Parti égalité et justice)                                         | 232                       | 0,52                      |                          |                          |
|                                                                       | Yona-Claire Dureau Divers (Union populaire républicaine)                                | 198                       | 0,44                      |                          |                          |
| Source : Ministère de l'Intérieur - Neuvième circonscription du Rhône |                                                                                         |                           |                           |                          |                          |

### Élections de 2022
| Résultats des élections législatives des 12 et 19 juin 2022 de la 9e circonscription du Rhône |                          |                          |                          |              |              |             |             |
| Candidat                                                                                      | Candidat                 | Parti et coalition       | Nuance                   | Premier tour | Premier tour | Second tour | Second tour |
| Candidat                                                                                      | Candidat                 | Parti et coalition       | Nuance                   | Voix         | %            | Voix        | %           |
|                                                                                               | Alexandre Portier        | LR (UDC)                 | LR                       | 12 885       | 27,64        | 22 385      | 61,51       |
|                                                                                               | Ambroise Méjean          | LREM (ENS)               | ENS                      | 10 284       | 22,06        | 14 010      | 38,49       |
|                                                                                               | Mylène Dune              | LFI (NUPES)              | NUP                      | 9 437        | 20,24        |             |             |
|                                                                                               | Rémi Berthoux            | RN                       | RN                       | 8 500        | 18,23        |             |             |
|                                                                                               | Claire de Guernon        | REC                      | REC                      | 2 473        | 5,31         |             |             |
|                                                                                               | Élodie Perrichon         | EAC                      | ECO                      | 1 344        | 2,88         |             |             |
|                                                                                               | Alexandre Chavanne       | RES                      | REG                      | 729          | 1,56         |             |             |
|                                                                                               | Maguy Girerd             | DLF (UPF)                | DSV                      | 506          | 1,09         |             |             |
|                                                                                               | Chantal Helly            | LO                       | DXG                      | 308          | 0,66         |             |             |
|                                                                                               | Delphine Baïda           | UDMF                     | DIV                      | 148          | 0,32         |             |             |
|                                                                                               |                          |                          |                          |              |              |             |             |
| Votes valides                                                                                 | Votes valides            | Votes valides            | Votes valides            | 46 614       | 98,47        | 36 395      | 89,81       |
| Votes blancs                                                                                  | Votes blancs             | Votes blancs             | Votes blancs             | 560          | 1,18         | 3 264       | 8,05        |
| Votes nuls                                                                                    | Votes nuls               | Votes nuls               | Votes nuls               | 164          | 0,35         | 866         | 2,14        |
| Total                                                                                         | Total                    | Total                    | Total                    | 47 338       | 100          | 40 525      | 100         |
| Abstention                                                                                    | Abstention               | Abstention               | Abstention               | 49 308       | 51,02        | 56 143      | 58,08       |
| Inscrits / participation                                                                      | Inscrits / participation | Inscrits / participation | Inscrits / participation | 96 646       | 48,98        | 96 668      | 41,92       |

### Élections de 2024
| Candidat       | Candidat                        | Parti          | Premier tour | Premier tour | Second tour | Second tour |  |
| Candidat       | Candidat                        | Parti          | Voix         | %            | Voix        | %           |  |
| -------------- | ------------------------------- | -------------- | ------------ | ------------ | ----------- | ----------- |  |
|                | Patrick Louis,                  | RAD (RN)       | 24 464       | 35,41 %      | 26 836      | 39,63 %     |  |
|                | Alexandre Portier sortant réélu | LR             | 17 554       | 25,41 %      | 40 872      | 60,37 %     |  |
|                | Jean-Henri Soumireu-Lartigue    | PS (NFP)       | 16 066       | 23,25 %      | retrait     | retrait     |  |
|                | Antoine Laurent                 | RE (ENS)       | 9 935        | 14,38 %      |             |             |  |
|                | Damien d'Autryve                | Régionaliste   | 613          | 0,89 %       |             |             |  |
|                | Chantal Helly                   | LO             | 464          | 0,67 %       |             |             |  |
|                |                                 |                |              |              |             |             |  |
| Inscrits       | Inscrits                        | Inscrits       | 98 153       | 100,00       | 98 153      | 100,00      |  |
| Abstentions    | Abstentions                     | Abstentions    | 27 810       | 28,33        | 28 203      | 28,73       |  |
| Votants        | Votants                         | Votants        | 70 343       | 71,67        | 69 950      | 71,27       |  |
| Blancs et nuls | Blancs et nuls                  | Blancs et nuls | 1 245        | 1,77         | 2 242       | 3,21        |  |
| Exprimés       | Exprimés                        | Exprimés       | 69 098       | 98,23        | 67 708      | 96,79       |  |

#### Département du Rhône
- La fiche de l'INSEE de cette circonscription : « Tableaux et Analyses de la neuvième circonscription du Rhône », sur insee.fr, site de l'Institut national de la statistique et des études économiques (consulté le 10 juin 2007) [PDF]

- « Tous les députés du département du Rhône depuis 1789 », sur assemblee-nationale.fr, site de l'Assemblée nationale française (consulté le 10 juin 2007)

- « Informations contentieuses sur le département du Rhône (Élections législatives de 2002) »(Archive.org • Wikiwix • Archive.is • Google • Que faire ?), sur conseil-constitutionnel.fr, site du Conseil constitutionnel (consulté le 13 juin 2007)

#### Circonscriptions en France
- « Carte des circonscriptions législatives en France », sur assemblee-nationale.fr, site de l'Assemblée nationale française (consulté le 10 juin 2007)

- « Résultats électoraux officiels en France »(Archive.org • Wikiwix • Archive.is • Google • Que faire ?), sur interieur.gouv.fr, site du ministère de l'Intérieur (France) (consulté le 13 juin 2007)

- Description et Atlas des circonscriptions électorales de France sur http://www.atlaspol.com, Atlaspol, site de cartographie géopolitique, consulté le 13 juin 2007.

- « Résultats des élections législatives de 2012 dans la 9e circonscription du Rhône », sur politiquemania.com (consulté le 23 mars 2024)